# Aufmerksamkeit

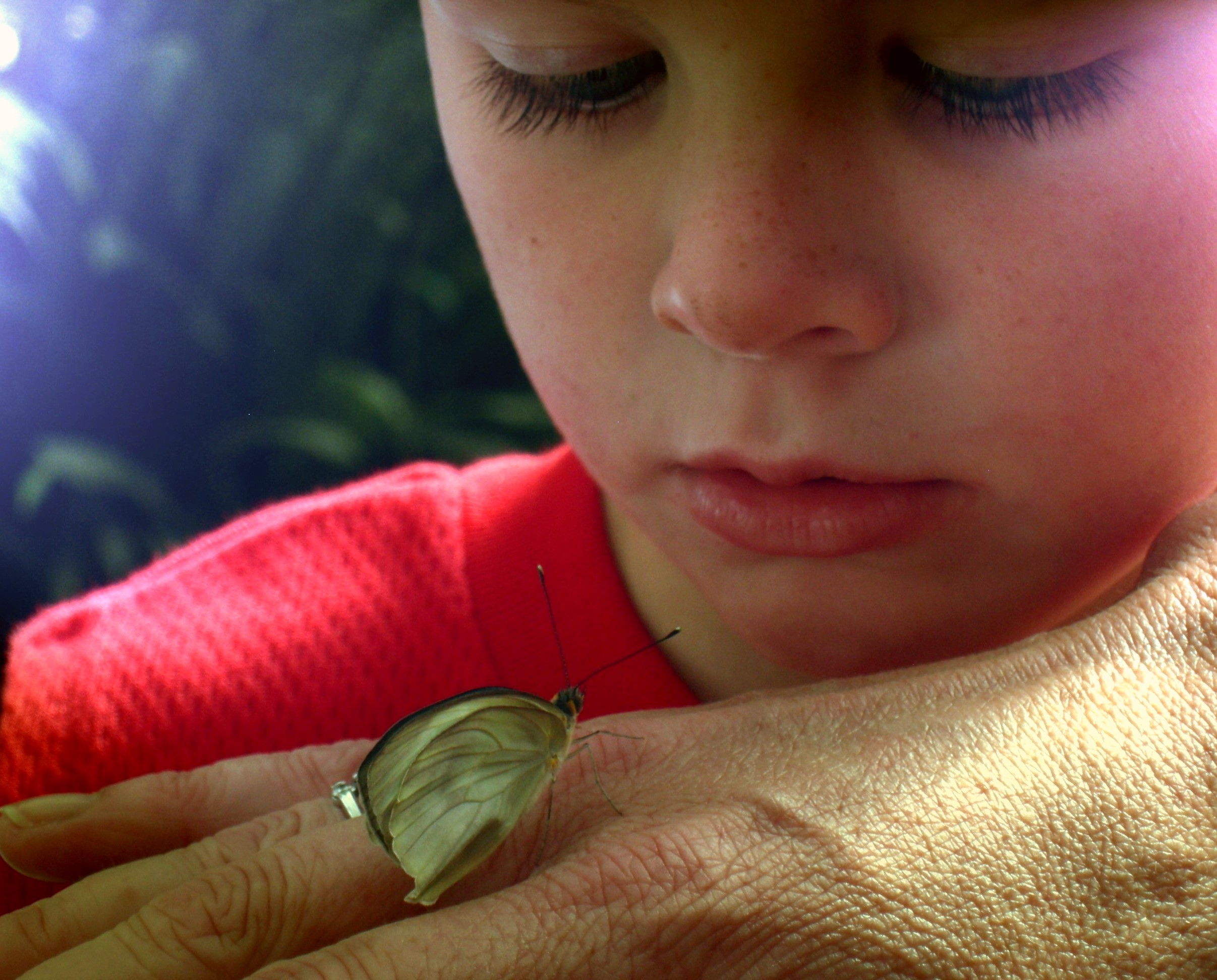
Beispiel für aufmerksames Betrachten

Verschiedene Stufen von Aufmerksamkeit

Aufmerksamkeit ist die Zuweisung von (beschränkten) Bewusstseinsressourcen auf Bewusstseinsinhalte. Das können z. B. Wahrnehmungen der Umwelt oder des eigenen Verhaltens und Handelns sein, aber auch Gedanken und Gefühle.
Als Maß für die Intensität und Dauer der Aufmerksamkeit gilt die Konzentration. Aufmerksamkeit, die auf das Eintreffen bestimmter Ereignisse gerichtet ist, bezeichnet man als Vigilanz.

## Neurophysiologische und kognitive Aspekte
Das Phänomen der Aufmerksamkeit rückte aufgrund des technischen Fortschritts im Zweiten Weltkrieg in den Forschungsfokus: Die Soldaten waren häufig nicht in der Lage, die neuen Geräte adäquat zu bedienen, obwohl sie daran geschult waren. Das Gehirn hat eine eingeschränkte Verarbeitungskapazität, es kann nicht sehr viele Reize gleichzeitig verarbeiten. Daher muss es selektieren, welche Informationen für den Organismus von Bedeutung sind und mit Aufmerksamkeit bedacht werden müssen und welche Informationen weniger relevant sind und daher ausgeblendet werden können. Einige Reize wie ein plötzlicher Knall ziehen automatisch Aufmerksamkeit auf sich (bottom up gesteuert), andererseits kann die Aufmerksamkeit absichtlich gesteuert werden (top down gesteuert). Wird einer Information nicht innerhalb von fünf Sekunden Aufmerksamkeit geschenkt, geht sie verloren (zum Ultrakurzzeitgedächtnis siehe sensorisches Gedächtnis).
Der Prozess der Aufmerksamkeitszuwendung ist dabei gekennzeichnet durch Zuwendung (Orientierung) und Auswahl (Selektivität) der Gegenstände und der damit verbundenen Unaufmerksamkeit gegenüber anderen Gegenständen. Die Zuwendung ist durch eine gesteigerte Wachheit und Aktivierung charakterisiert, während die Selektivität die Funktion eines Filters hat, um wichtige und unwichtige Informationen voneinander zu trennen.
Vom Gehirn als relevant eingestuft werden zuallererst Gefahrensignale, außerdem Unbekanntes. So werden einerseits neuartige Reize mit Aufmerksamkeit bedacht (Orientierungsreaktion, Neugier). Andererseits richtet sich die Aufmerksamkeit auf emotional belegte Informationen, die ein indirekter Marker für die Wichtigkeit für den Organismus sind. Je emotionsgeladener eine Wahrnehmung ist, desto leichter fällt es uns, unsere Aufmerksamkeit darauf zu richten. Bedürfnisse, Interessen, Einstellungen und Motive spielen daher bei der Entstehung und Verteilung der Aufmerksamkeit eine große Rolle.
In der Forschung werden verschiedene Komponenten der Aufmerksamkeit unterschieden:
- selektive Aufmerksamkeit (Fähigkeit, sich ausschließlich auf bestimmte Reize zu konzentrieren und gleichzeitig das Bewusstsein für konkurrierende Ablenkungen zu unterdrücken)
- anhaltende Aufmerksamkeit (Fähigkeit, die Aufmerksamkeitsaktivität über einen längeren Zeitraum aufrechtzuerhalten)
- geteilte Aufmerksamkeit (Fähigkeit, zwei oder mehr Aufgaben gleichzeitig Aufmerksamkeitsressourcen zuzuweisen) und
- wechselnde Aufmerksamkeit (Fähigkeit, den Fokus von einer Aufgabe zur anderen zu verlagern).

Neurophysiologisch werden Aufmerksamkeitsprozesse an Variationen der P3-Komponente bei Untersuchungen von ereigniskorrelierten Potentialen festgemacht. Hierbei kann es zu Veränderungen in Latenz und Amplitude kommen. Provoziert wird die P3 in Oddballparadigmen.

## Aufmerksamkeit und Bewusstsein
Die Aufmerksamkeit ist eng mit unserem Bewusstsein verbunden: Die Zuwendung der Aufmerksamkeit zu einem Reiz oder einem Gedanken ist erst die notwendige Bedingung dafür, dass uns dieser bewusst wird. Dennoch verarbeitet das Gehirn auch Reize, auf die wir nicht unsere Aufmerksamkeit richten. Diese Verarbeitung findet jedoch unbewusst statt.
Regelmäßige bewusste Lenkung der Aufmerksamkeit auf einzelne Körperteile oder den gesamten Körper führt zu einer besseren Durchblutung, einer Stärkung des Immunsystems und allgemein zu einem verbesserten Gesundheitszustand. Dies wird u. a. im Taijiquan und Yoga zur Gesunderhaltung genutzt.

## Aufmerksamkeit als Wahrnehmungsfokus
Bestimmte Ereignisse im phänomenalen Erlebnisraum verursachen eine Fokussierung der Aufmerksamkeit auf einzelne Objekte des Wahrnehmungsbereiches. Zumeist erfolgt diese Aufmerksamkeitsfokussierung, wenn kein eindeutiges Reaktionsmuster auf einen Reiz existiert und bewusste Verarbeitung notwendig wird. Indem die Wahrnehmung sich mit einem reduzierten Wahrnehmungsbereich beschäftigt, ergibt sich zugleich die Abgrenzung gegen andere Aufmerksamkeitsauslöser niedrigerer Priorität.

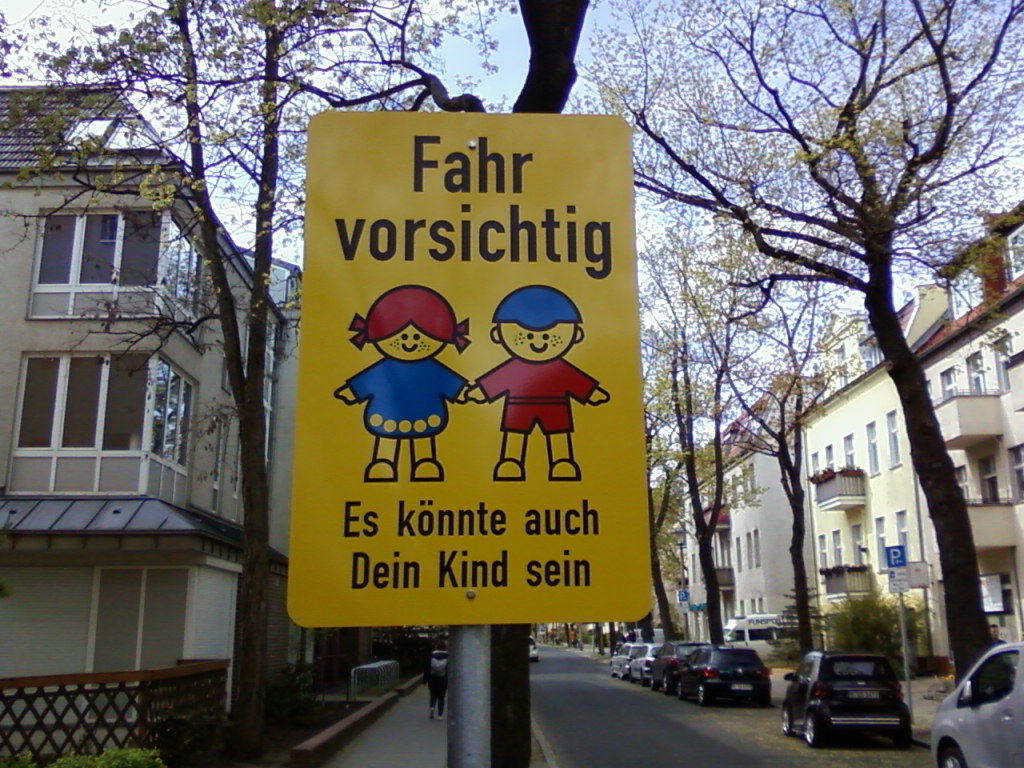
Beispiel Straßenverkehr: subjektbezogener Warnhinweis („Es könnte auch Dein Kind sein“) als Aufforderung, vorsichtig zu fahren.

Die Zuwendung der Aufmerksamkeit hängt von bestimmten Eigenschaften der Objekte ab, vor allem vom Ausmaß der Abweichung von einer Mittellage:
- Größe und Reizintensität (heiß-kalt, hungrig-satt)
- Bewegung (Abweichen der Bewegung eines Objekts von anderen Objekten, sich nähernde Objekte usw.)
- Farbigkeit (Fokussierung auf Kontraste, bestimmte Farbkombinationen)
- Kontrast zur Umgebung
- scharfe und regelmäßige Begrenzung
- auffällige Symmetrie
- eine Position an bestimmter Stelle des Gesichtsfeldes, z. B. links oben

Von der Werbeindustrie werden diese Zusammenhänge genutzt, um Werbung optimal zu gestalten, z. B. Plakate, Inserate oder Prospekte.

## Umfang der Aufmerksamkeit
Der Umfang der visuellen Aufmerksamkeit wird durch die Anzahl gleichartiger Gegenstände bestimmt, die mit einem Blick, d. h. in etwa 200 Millisekunden wahrgenommen werden können. Beim Erwachsenen sind das 6 bis 12, im Mittel 8 Objekte, bei Kindern weniger. Der Aufmerksamkeitsumfang hängt auch ab von:
- der Art der wahrzunehmenden Gegenstände,
- der Bekanntheit der Gegenstände,
- der Beleuchtungsintensität auf die Gegenstände,
- dem Kontrast, unter dem die Gegenstände erkennbar sind,
- der subjektiven Einstellung des Beobachters zu den Typen der Gegenstände.

Es ist nahezu unmöglich, gleichzeitig einen optischen und einen taktilen Reiz zu beurteilen, wie Richard Pauli (1914) zeigte. Das stützt auch die als Enge des Bewusstseins bezeichnete Annahme, dass sich die Aufmerksamkeit jeweils nur einem Inhalt zuwenden kann (von Michael Posner als spotlight-(Scheinwerfer)-Modell bezeichnet.) Mehrfachleistungen beruhen offenbar auf einem schnellen Wechsel der Zuwendung von einer Aufgabe zu einer anderen. Das ist anstrengend und führt rasch zur Ermüdung. Diese Ermüdung der Aufmerksamkeit und der rasche Wechsel verschiedener Aufmerksamkeitstypen (von auditiv zu visuell usw.) machen sich auch die so genannten Pfänderspiele zunutze, die aber auch ein gutes Training derselben bedeuten.

## Beurteilung von Aufmerksamkeitstypen
Bei sehr schwachen Reizen, z. B. beim leisen Ticken einer entfernten Armbanduhr, sind periodische Schwankungen der Aufmerksamkeit nachweisbar. Viktor Urbantschitsch (1875) stellte eine Phasenlänge von 5 bis 8 Sekunden fest. Individuelle Besonderheiten des aufmerksamen Verhaltens führten zur Unterscheidung von Aufmerksamkeitstypen:
- die fixierende Aufmerksamkeit beschränkt sich auf ein Detail, hat einen engen Umfang, ist einseitig, starr und analytisch.
- die fluktuierende Aufmerksamkeit hat einen weiten Umfang, ist vielseitig, gleitend, ganzheitlich und synthetisch.

Es wird von fluktuierender Aufmerksamkeit gesprochen, wenn sich die Aufmerksamkeit einer Person nicht auf einen bestimmten Reiz oder ein Detail richtet, sondern rasch von einem Reiz zum nächsten gleitet. Auf fluktuierende Art aufmerksam zu sein, bedeutet, sich einen Überblick zu verschaffen. Es werden viele verschiedene Objekte oder Reize in kurzer Zeit wahrgenommen, sodass sie ein Gesamtbild ergeben. Während die fixierende Aufmerksamkeit analytisch ist, da sie die Wahrnehmung einzelner Objekte und ihre Zerlegung bis ins Detail begünstigt, ist die fluktuierende Aufmerksamkeit synthetisch. Das Wahrnehmungsspektrum ist weit und die einzelnen Eindrücke werden miteinander verbunden.
Beispiele für Befindlich- und Tätigkeiten, die tendenziell eine fluktuierende Aufmerksamkeit begünstigen, finden sich etwa beim Aufräumen, bei der Teilnahme am Straßenverkehr, bei der Interaktion mit größeren Gruppen oder in der Umgebung von Menschenmengen.
Seit Ernst Meumann (1913) unterscheidet man bei Bevorzugung bestimmter Sinnesgebiete visuelle, auditive und motorische Aufmerksamkeit.

## Modelle zur Erklärung der Aufmerksamkeit
Zur Erklärung der Aufmerksamkeit wurden zahlreiche Theorien aufgestellt. Die Erklärungsversuche durch Gottfried Wilhelm Leibniz (1704) und Wilhelm Wundt (1873) gehen von der Annahme aus, die Aufmerksamkeit sei ein innerer Willensprozess und diene der selektiven Ausgliederung von Bewusstseinsinhalten und der Apperzeption von Vorstellungen. Die Theorien von Georg Elias Müller (1924), H. Henning (1925) und H. Rohrbacher (1953) nehmen im Zentralnervensystem physiologische Mechanismen an, die eine spezifische Erregbarkeitssteigerung bestimmter Bereiche der Hirnrinde und Bahnungseffekte bewirken.
Die Gestaltpsychologen negieren die Aufmerksamkeit als eigenständigen Prozess. Pjotr Jakowlewitsch Galperin (1968) betrachtete die Aufmerksamkeit als eine besondere Form der psychischen Tätigkeit, nämlich als Kontrolltätigkeit, die den Vollzug geistiger Handlungen steuert.
Modernere Modelle gehen von verschiedenen Filtersystemen des Wahrnehmungssystems aus (z. B. Donald Broadbent 1958), die an unterschiedlichen Stellen des Wahrnehmungsprozesses eingreifen und die Information selektieren. So wird die Aufmerksamkeit bei starker persönlicher Relevanz automatisch fokussiert (Beispiel Cocktailparty-Effekt: Im Stimmengewirr kann man sich bewusst auf eine Stimme fokussieren; wird der eigene Name auf einer lauten Party genannt, zieht dies automatisch die Aufmerksamkeit auf sich). Ähnliches gilt für den so genannten Pop-out-Effekt: Auf einer Fläche mit gleichförmigen geometrischen Figuren (z. B. Strichen) fällt eine andersartige Figur (Kreis) sofort ins Auge. Dieser Effekt ist bis zu einer gewissen Komplexität und Ähnlichkeit der geometrischen Figuren trainierbar, und es gibt diesen Effekt nicht nur in ähnlicher Weise auf Farben (Textilfacharbeiter können bis zu 300 Rottöne unterscheiden), Töne usw., sondern auch auf semantischer Ebene (z. B. der Cocktailparty-Effekt). Ebenso sind die Fokussierung auf bestimmte charakteristische Details und die Aufmerksamkeitsfokussierung nur in einem bestimmten Wahrnehmungsbereich (hinter mir, rechte Ecke des Monitors) in Untersuchungen bestätigt. Nicht immer ist uns bewusst, was die Aufmerksamkeit steuert. Unbewusst aufgenommene Informationen können einen steuernden Effekt haben und die Aufmerksamkeit lenken. Man kann dabei in bewusstseinsfähige und -unfähige Informationen unterteilen. Erstere können häufig durch gezielte Analyse entdeckt und so manches „Expertenwissen“ zum Allgemeingut werden lassen. Ein Anwendungsbeispiel ist die Produktplatzierung in der Werbung. Bewusstseinsunfähige Informationsaufnahme, zum Beispiel ultrakurzzeitige Einblendung bestimmter Signale, sind im Allgemeinen gesetzlich verboten, da sie unbewusste manipulative Effekte haben können.

## Erwecken von Aufmerksamkeit
Weil die Aufmerksamkeit im Umfang beschränkt ist, gleichzeitig aber einen gesellschaftlichen Wert darstellt, ist das Erreichen der Aufmerksamkeit einer oder mehrerer Personen für viele ein wichtiges Ziel. Möglich wird es auf sehr unterschiedliche Weise, zum Beispiel durch Auftreten in Presse, Rundfunk oder Fernsehen. Sehr schnell erreichen Skandale eine große öffentliche Aufmerksamkeit. Veränderung erweckt schneller Aufmerksamkeit als Bleibendes, bereits die Ankündigung kann Aufmerksamkeit erregen. Das wird zum Beispiel von Politikern im „Sommerloch“ genutzt, aber auch von Künstlern, die Skandale nutzen, um Aufmerksamkeit zu erwecken.
Das Erwecken von Aufmerksamkeit kann auch im Rahmen eines Ablenkungsmanövers eingesetzt werden. Diese Taktik machen sich unter anderem Redner, Sportler, Zauberkünstler und Taschendiebe zunutze.

## Aufmerksamkeit als psychologisches Konstrukt
Allgemein stellt Aufmerksamkeit die Konzentration der Wahrnehmung auf bestimmte Stimuli unserer Umwelt dar. Ein wesentlicher Bestandteil von Aufmerksamkeit ist die Auswahl von Informationen (Selektion), um sie dem Bewusstsein zugänglich zu machen und das Denken und Handeln zu steuern. Ursache dieses Mechanismus ist die Beschränktheit der menschlichen Kapazität für die Verarbeitung von Reizen.

### Frühe Forschung
Diese Tatsache belegte Alan T. Welford 1952 mit dem Paradigma zur Untersuchung der Psychologischen Refraktärperiode (psychological refractory period PRP). In diesen Untersuchungen wurden Versuchspersonen zwei Reize hintereinander präsentiert, auf die sie jeweils so schnell wie möglich reagieren sollten. Es stellte sich heraus, dass sich die Reaktionszeit auf den zweiten Reiz veränderte, in Abhängigkeit vom Zeitintervall zwischen dem Einsetzen des ersten Reizes und dem Einsetzen des zweiten Reizes (stimulus onset asynchrony SOA). Kürzere SOAs (Zwischenintervalle) forderten längere Reaktionszeiten auf den zweiten Reiz. Als Erklärung dieser Befunde gilt der so genannte „Engpass“ (bottleneck) im menschlichen Verarbeitungssystem. Da die Verarbeitung von Reizen seriell erfolgt, muss der erste Reiz bereits verarbeitet sein, bevor die Verarbeitung des zweiten Reizes beginnen kann (vgl. Aufmerksamkeitsblinzeln).
Colin Cherry folgte 1953 mit seinen Tests zum „Dichotischen Hören“. Den Versuchspersonen wurde jeweils eine Nachricht auf dem linken und dem rechten Ohr präsentiert (zwei Nachrichten gleichzeitig). Die Nachricht einer Seite sollte laut nachgesprochen werden. Es zeigte sich, dass sich die Probanden bei diesem Test nicht an die zweite, unbeachtete Nachricht erinnern konnten (shadowing). Auffällig jedoch war, dass beispielsweise ein Wechsel des Geschlechts der Sprecher oder präsentierte Beep-Töne wahrgenommen werden konnten.
Ein weiteres Paradigma ist das Split-Span-Paradigma von Donald Broadbent aus dem Jahr 1954. Den Versuchspersonen wurden Ziffernpaare simultan nach dem Prinzip des Dichotischen Hörens präsentiert. Dabei zeigte sich, dass die Wiedergabe bevorzugt nach Ohr und nicht nach Paaren erfolgte. Aus diesem Ergebnis und dem von Cherry schlussfolgerte Broadbent, dass ein Abblocken aufgabenirrelevanter Nachrichten erfolgt und dass physikalische Reizmerkmale (Reizort, Frequenz) als effektive Hinweisreize fungieren.
Weitere Untersuchungen zum Thema der selektiven Aufmerksamkeit wurden von Broadbent, Treisman und Deutsch & Deutsch vorgenommen, deren Theorien im Folgenden erläutert werden sollen.

### Informationsverarbeitungstheorien
Aus den Erkenntnissen der Paradigmen entwickelte Broadbent 1958 die Filtertheorie der Aufmerksamkeit. Sie besagt, dass gleichzeitig dargebotene Inputs parallel bzw. simultan in einen sensorischen Speicher gelangen. Jedoch kann nur ein Input auf der Basis seiner physikalischen Merkmale den so genannten selektiven Filter passieren. Weitere Inputs werden abgeblockt, verbleiben jedoch für Sekundenbruchteile im Speicher für eventuelle spätere Zugriffe. Da es sich um ein strikt serielles Verarbeitungsmodell handelt, ist ein Filter nötig, um dieses vor Überlastungen zu schützen. Aber nur Informationen, die diesen Filter zur weiteren Verarbeitung passiert haben, werden dem Menschen bewusst und können Bestandteil des Langzeitgedächtnisses werden.
1960 entwickelte Anne Treisman die Attenuations- (Dämpfungs-)theorie der Aufmerksamkeit. Sie entwickelte diese Theorie unter anderem, weil einige Forschungsergebnisse durch Broadbents Filtertheorie nicht ausreichend erklärt werden konnten. Hiermit ist zum Beispiel gemeint, dass beim „Split-Span-Paradigma“ auf der nicht beachteten Seite einige Reize doch bemerkt und erinnert werden konnten (Beep-Töne, Sprachwechsel). Auch der sogenannte Cocktailparty-Effekt konnte noch nicht erklärt werden. Treismans Theorie zufolge funktioniert der Filtermechanismus nicht nach dem Alles-oder-Nichts-Prinzip, sondern vielmehr nach dem Prinzip eines Dämpfers, indem er die Reizstärke auf dem unbeachteten Kanal reduziert. Folglich können diese Informationen in abgeschwächter Form weitergeleitet und, je nach ihrer Bedeutung, bis zu einem gewissen Grad semantisch verarbeitet werden.
Entgegen Broadbents und Treismans Vorstellungen gingen Deutsch & Deutsch 1963 mit ihrer Theorie der späten Selektion davon aus, dass alle sensorischen Signale das gleiche (höchste) Verarbeitungsniveau erreichen, unabhängig davon, ob Aufmerksamkeit auf sie gerichtet ist oder nicht. Durch einen parallelen multiplen Vergleichsprozess wird daraufhin das Signal bestimmt, welches für die aktuelle Aufgabe die größte Relevanz besitzt. Folglich wird nur das wichtigste Signal bewusst und bewirkt eine Reaktion. Nach dieser Theorie erfolgt die Selektion somit erst nach der vollen Verarbeitung der Signale und auf Grundlage ihrer inhaltlichen Bedeutung.

### Aktuelle Forschungsgebiete

Aufmerksamkeitszustände und die verschiedenen Frequenzen im Elektroenzephalogramm

Jüngere Forschung führte zu der Erkenntnis, dass selektive visuelle Aufmerksamkeit ortsbasiert, objektbasiert oder dimensionsbasiert sein kann. Diese Annahme konnte mit Hilfe von Funktionelle Magnetresonanztomographie–Studien zur Aufmerksamkeitsmodulation von Brefczynski und DeYoe (1999) bestätigt werden. Es wurden Hinweise dafür gefunden, dass visuelle Aufmerksamkeit die Aktivität der Großhirnrinde beeinflusst. Bei Verschiebung der Aufmerksamkeit verändert sich die Aktivität in der Großhirnrinde des Hinterkopfs retinotop, also dem Sehmuster auf der Netzhaut entsprechend.
Diese Beobachtung wurde schon früher mit dem Elektroenzephalogramm (EEG) gemacht. Werden die Augen geschlossen und somit Aufmerksamkeit vom Sehsinn abgezogen, zeigt sich dies in einem verstärkten Vorherrschen des Alpha-Rhythmus (siehe nebenstehende Tabelle) an den Elektroden des Hinterkopfs.

### Arbeitsgedächtnis
Es konnte auch ein Zusammenhang zwischen Aufmerksamkeit und Arbeitsgedächtnis beschrieben werden. Bildgebende Verfahren (fMRT) und EEG-Studien zeigen, dass beide Prozesse sehr ähnliche neuronale Aktivitäten hervorrufen und insbesondere im primären visuellen Cortex simultan Modulationen kontralateral zum präsentierten Reiz bewirkt werden. Daraus kann gefolgert werden, dass sich räumliches Arbeitsgedächtnis und räumliche Aufmerksamkeit ähnlicher Mechanismen bedienen bzw. dass es sich um überlappende Prozesse handelt.

## Mehrfachaufgabenperformanz
Die Forschung der Mehrfachaufgabenperformanz beschäftigt sich mit der Ausführung parallel durchgeführter Doppel- oder Mehrfachhandlungen.
Die Aufgaben werden also nicht seriell abgearbeitet, sondern es wird beispielsweise während der Autofahrt telefoniert oder während einer Fernsehshow eine E-Mail geschrieben. Oft wird dies auch Multitasking genannt. Mehrfachaufgabenperformanz ist zuletzt auch deshalb nicht uninteressant, weil sie Rückschlüsse auf die Funktionsweise und Grenzen der menschlichen Informationsverarbeitungstheorien (siehe oben) zulässt.

## Zitate
„Jeder weiß, was Aufmerksamkeit ist. Es ist die Besitzergreifung des Geistes, in deutlicher und lebhafter Weise, von einem von anscheinend mehreren gleichzeitig möglichen Objekten oder Gedankengängen. Zuwendung und Konzentration des Bewusstseins gehören zu ihren Voraussetzungen. Sie impliziert Vernachlässigung einiger Dinge, um andere besser verarbeiten zu können, und sie ist ein Zustand mit einem echten Gegenteil, nämlich dem verwirrten, benommenen, zerstreuten Zustand, der auf Französisch distraction und auf Deutsch Zerstreutheit heißt.“

„Die Aufmerksamkeit ist eine Anstrengung, vielleicht die größte von allen, aber sie ist eine negative Anstrengung. Sie selbst ermüdet nicht. ... Die Aufmerksamkeit besteht darin, das Denken auszusetzen, den Geist verfügbar, leer und für den Gegenstand offen zu halten, die verschiedenen erworbenen Kenntnisse, die man zu benutzen genötigt ist, in sich dem Geist zwar nahe und erreichbar, doch auf einer tieferen Stufe zu erhalten, ohne dass sie ihn berührten. … Und vor allem soll der Geist leer sein, wartend, nichts suchend, aber bereit, den Gegenstand, der in ihn eingehen wird, in seiner nackten Wahrheit aufzunehmen.“